# Opòssum d'orelles blanques de la Guaiana
L'opòssum d'orelles blanques de la Guaiana (Didelphis imperfecta) és una espècie d'opòssum de Sud-amèrica. Viu al Brasil, Surinam, la Guaiana Francesa i Veneçuela.
Aquesta espècie, juntament amb l'opòssum d'orelles blanques dels Andes (D. pernigra), fou separada de l'opòssum d'Azara (D. albiventris) el 2002, havent estat inclosa amb aquesta espècie el 1993.